# Goneokara pullum
Goneokara pullum är en insektsart som beskrevs av Frederick Arthur Godfrey Muir 1913. Goneokara pullum ingår i släktet Goneokara och familjen Derbidae. Inga underarter finns listade i Catalogue of Life.